# Mabé-Perle

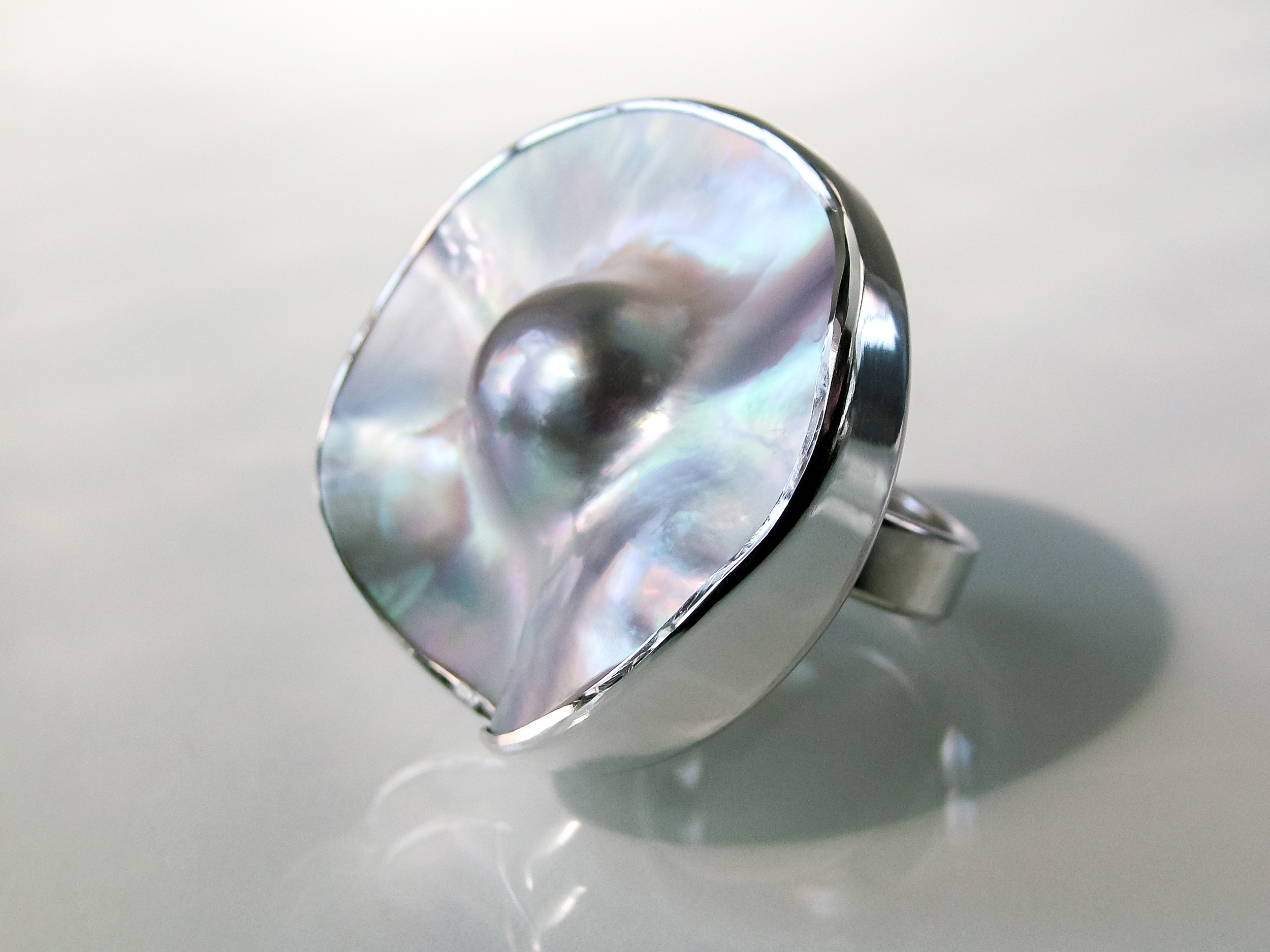
Ring mit Mabé-Perle

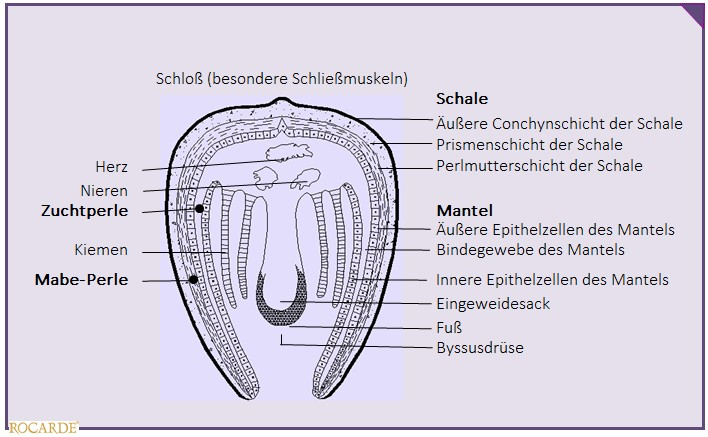
Schema des Aufbaues einer Muschel mit Mabé-Perle

Mabé-Perlen sind eine Form der Zuchtperlen. Sie werden auch als Zuchtschalen- oder Zuchtblisterperlen bezeichnet. Diese Bezeichnungen sind auf das besondere Zuchtverfahren der Mabé-Perle zurückzuführen, das sich in China bis ins 13. Jahrhundert zurückverfolgen lässt.

## Herkunft
Mabe-gai ist der japanische Name für die Muschelart Ptera penguin. Im internationalen Handel wird diese Art auch als „Blacked Winged Oyster“ oder „Black Butterfly“ bezeichnet. Diese Bezeichnungen lassen sich auf die Form und den dunklen Muschelkörper, der bis zu 25 cm lang werden kann, zurückführen.
Von Mabe-gai leitet sich der im Schmuckhandel gebräuchliche Name Mabé (ausgesprochen „Mah-bay“) ab. Ptera penguin ist gut für die Zucht von Schalenperlen, aber nicht zur Zucht von Vollperlen geeignet. 75 % der Mabé-Perlenproduktion wird in diesen Muscheln gezogen, mehrheitlich in Japan, China, Indonesien, Australien und den Philippinen.
Andere geeignete Muschelarten sind Ptera sterna („Rainbow Lip Oyster“) und Pinctada maxima. Zuchtgebiete diese Arten sind neben Tahiti die Philippinen und der Golf von Siam.

## Aufzucht

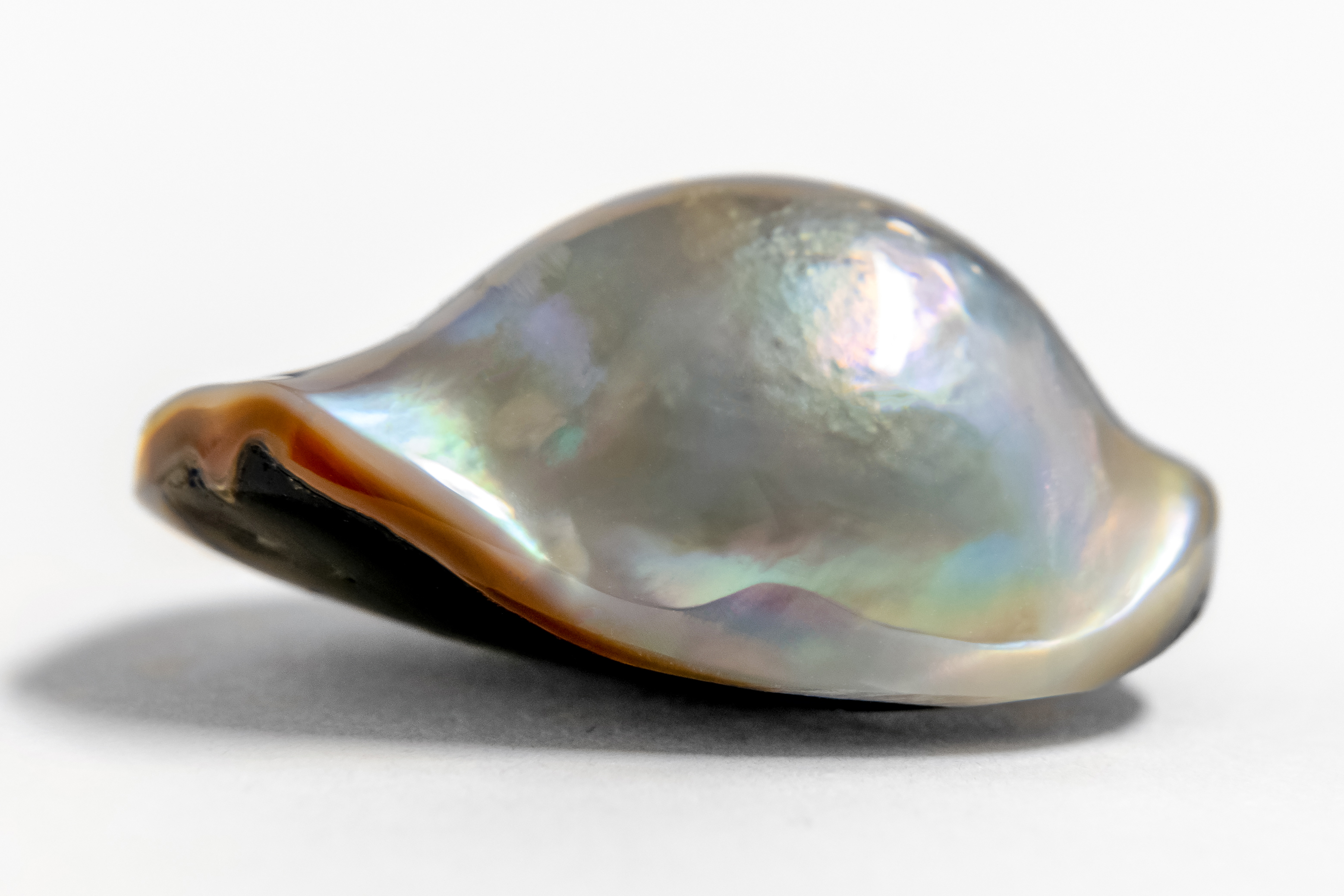
Mabe-Perle, an ihrer Schale befestigt, Seitenansicht

Im Unterschied zu den runden Zuchtperlen, die sich in der Mitte der Muschel im Bindegewebe entwickeln, werden zur Herstellung von Mabé-Perlen kleine Halbkugeln aus Ton, Kunststoff oder Perlmutt zwischen Schale und Mantel eingesetzt. Nach kurzer Zeit sind die eingesetzten Kerne mit einer feinen Schicht aus Perlsubstanz überzogen und an der Schale festgewachsen. Die sich entwickelnden Perlen müssen 6–12 Monate in der Muschel  verbleiben, bis sich um den jeweiligen Kern herum eine feste Perlmuttschicht von ca. 0,7–1,5 mm Stärke gebildet hat.
Solange sich die Perle noch in der Muschel befindet, wird sie „Blister“ (englisch für „Hautblase“) oder „Bläschenperle“ genannt. Die halbrunden Perlen werden aus der Muschel herausgeschnitten, die Fremdkörper entfernt und durch einen gedrechselten Perlmuttkern ersetzt. Eine leicht gewölbte Perlmuttscheibe wird als Boden gegengeklebt. So entsteht ein fast linsenförmiger Querschnitt der Perle. Die flache Unterseite wird danach entweder mit einem Perlmuttstückchen bedeckt und so in einer Halbkugelform belassen oder mit einer Schicht aus Perlmutt zu einer vollrunden Kugel ergänzt.

## Merkmale
Mabé-Perlen zeigen mehrheitlich eine weiße oder cremefarbene Körperfarbe, es werden aber auch schwarze Mabé-Perlen gezüchtet. Die Oberfläche ist zumeist makellos und zeigt einen starken seidigen und regenbogenfarbigen Glanz. Während die meisten Zuchtperlen einen Durchmesser von 4 bis 12 mm erreichen, werden die Mabé-Perlen bevorzugt mit Größen von 10 bis 20 mm gezogen. Teilweise erreichten Mabé-Perlen auch schon einen Durchmesser von 25 mm.

## Schmuckherstellung
Wegen ihrer besonderen Form und ihrer Größe werden Mabé-Perlen bevorzugt für die Herstellung von Damenringen, Halskettenanhänger und Ohrschmuck verwendet. Schmuck mit Mabé-Perlen ist meist im mittleren Preissegment eingeordnet.